# Black Smoke
Black Smoke è un brano musicale interpretato dalla cantante tedesca Ann Sophie. La canzone ha rappresentato la Germania all'Eurovision Song Contest 2015, dove ha ricevuto zero punti in finale classificandosi al 27º posto.
Il brano è stato scritto da Michael Harwood, Ella McMahon e Tonino Speciale.

## Tracce
Download digitale
1. Black Smoke – 3:12